# Veit Heinichen

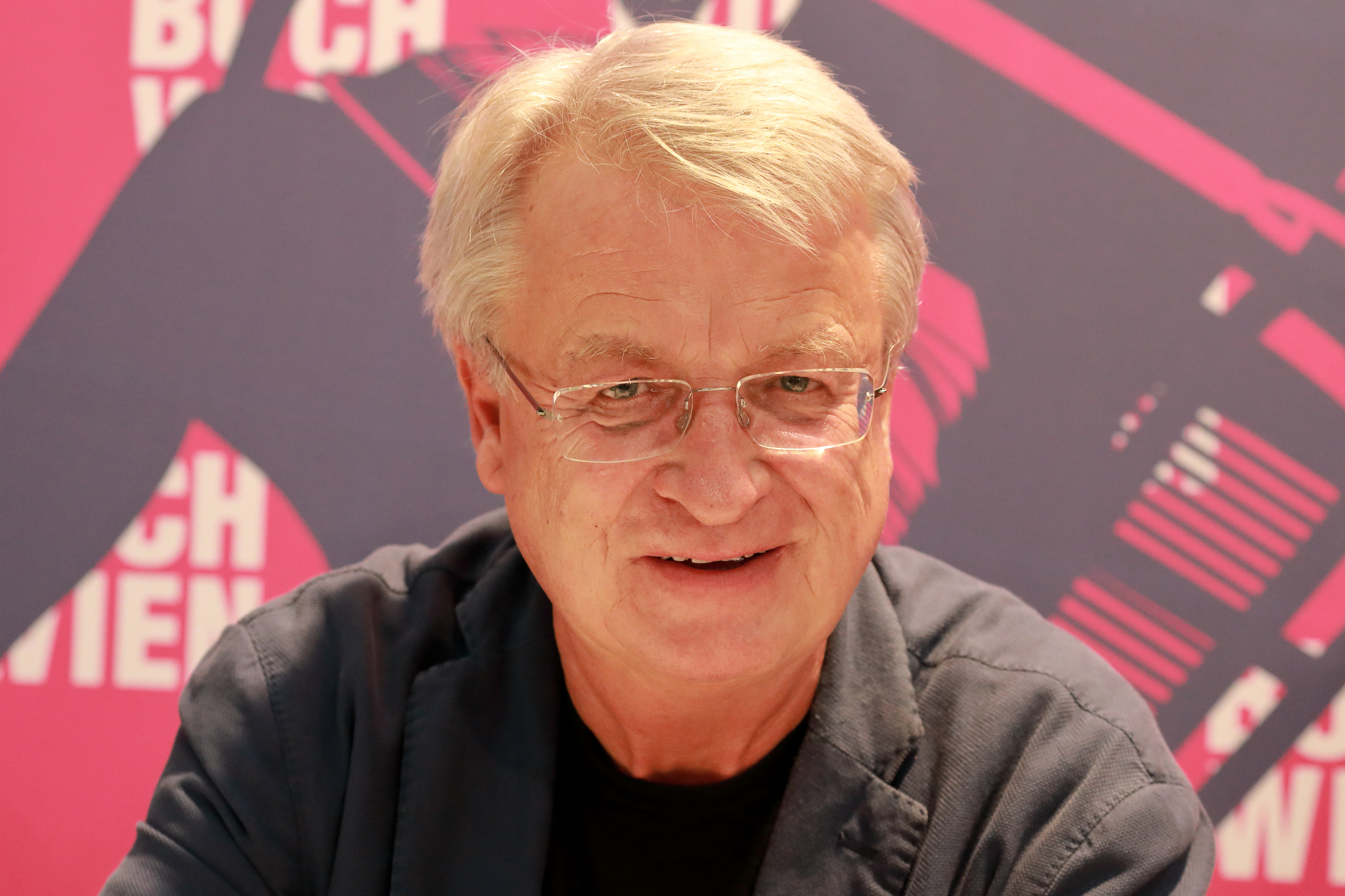
Veit Heinichen (2019)

Veit Heinichen (* 1957 in Schwenningen am Neckar, heute Villingen-Schwenningen) ist ein deutscher Schriftsteller.

## Leben
Nach dem Studium der Betriebswirtschaftslehre und der Arbeit in der Zentrale der Daimler-Benz AG entschied sich Veit Heinichen für einen zweiten Beruf und schloss eine Lehre zum Sortimentsbuchhändler an. Anschließend wechselte er ins Verlagswesen und arbeitete für namhafte Literaturverlage in Zürich, Frankfurt am Main und Berlin. 1994 war er Mitbegründer des Berlin Verlags und dessen Geschäftsführer bis 1999.
1997 verlegte er seinen Wohnsitz nach Triest; er hatte die Stadt 1980 zum ersten Mal besucht und war seither zwischen Deutschland und Italien gependelt. In Triest sind auch seine Romane um den Polizisten Proteo Laurenti angesiedelt. Seit 2003 werden seine Bücher ins Italienische, Französische, Spanische, Niederländische, Norwegische, Slowenische, Griechische, Tschechische und Polnische übersetzt. Bisher sind zwölf Romane erschienen (elf davon mit Commissario Laurenti), sowie das zusammen mit der Starköchin Ami Scabar verfasste Reisebuch Triest – Stadt der Winde.

## Angriffe und Klagen
Im Februar 2009 ging der Autor wegen einer Rufmordkampagne gegen ihn an die Öffentlichkeit. Staatsanwalt und Polizei ermittelten über ein Jahr lang gegen die Urheber der Aktion, mit welcher der Autor als pädophil verunglimpft werden sollte. Eine Besonderheit war das höchst professionelle Vorgehen der Täter: Auf hunderten von anonymen Briefen waren weder Fingerabdrücke noch DNA-Spuren aufzufinden. Auch eine Reihe von Hausdurchsuchungen bei Verdächtigen blieb ohne Erfolg. Der Fall erregte internationales Medieninteresse, die französische Tageszeitung Le Monde widmete ihm die dritte Seite.
Im Januar 2010 strengten ein ehemaliger Vorstand sowie der frühere Steuerberater und ein ehemaliger Rechtsanwalt der Hypo Alpe Adria Group, des von der BayernLB übernommenen Klagenfurter Geldinstituts, eine einstweilige Verfügung gegen den Residenz Verlag und Veit Heinichen an. Heinichen hatte in seinem Vorwort zu dem Buch Tatort Hypo Alpe Adria des Autors Richard Schneider die Hypo als „Hausbank der Mafia“ bezeichnet und das Buch als Schlüsselwerk über die „Gesamtdarstellung einer internationalen Verbrecherclique gelobt“. Heinichen wurde von dem Wiener Medienanwalt Gerald Ganzger (Kanzlei Lansky, Ganzger & Partner) verteidigt und gewann in allen drei Instanzen gegen die Kläger, die inzwischen von verschiedenen Gerichten in mehreren Fällen rechtskräftig verurteilt wurden.

## Die europäische Gegenwart im Spiegel des Kriminalromans
Die Romane von Veit Heinichen spielen in Triest und dem Grenzgebiet der Oberen Adria, zwischen Italien, Österreich, Slowenien, Kroatien und Deutschland. Es ist, nach den Worten des Autors, eine Schnittstelle Europas, an der die drei großen europäischen Kulturen aufeinandertreffen: die romanische, slawische und germanische, und ein ideales Observatorium der politisch-historischen, wirtschaftlichen und sozialen Veränderungen in Zentraleuropa. Dieses Gebiet wurde vom Lauf der Entwicklungen der europäischen Geschichte seit Beginn des 20. Jahrhunderts bis in die Gegenwart am deutlichsten gekennzeichnet. Die multiethnische und vielsprachige Grenz- und Hafenstadt Triest ist ein idealer Ausgangspunkt für Heinichens Romane, die Themen von höchster Aktualität fokussieren und analysieren: Verbrechen mit nationalistischem Hintergrund, Handel mit Menschen und Organen, internationale Korruption, Technologiediebstahl, Spekulation mit Rohstoffen, Verflechtungen von Politik, Wirtschaft und organisierter Kriminalität oder Nachwirkungen des Kolonialismus. Es sind Stoffe, für die der Autor meist jahrelang recherchiert und sich in seiner ironischen bis sarkastischen Erzählweise nicht auf die klassische Dreiergruppe Täter–Opfer–Ermittler beschränkt, sondern vor allem die fundamentale Rolle der Gesellschaft beleuchtet.
Protagonist ist der in Salerno (Kampanien) gebürtige Vize-Questore und Commissario Proteo Laurenti, ein „sturer, sympathischer Dickschädel“, „in der Riege großer Kommissare mental der sportlichste“, der sich oft genug selbst nicht an die Regeln hält und gerne wegen seiner unkonventionellen Art bei den Autoritäten aneckt. Er ist seit fast dreißig Jahren mit Laura, einer Friulanerin aus San Daniele, verheiratet, die Mitinhaberin eines Auktionshauses in Triest ist. Sie haben drei erwachsene Kinder, von denen die älteste Tochter Livia inzwischen in einer Frankfurter Rechtsanwaltskanzlei als Sekretärin arbeitet, während das jüngste Kind, Sohn Marco, die Ausbildung zum Koch in einem Triestiner Spitzenrestaurant absolviert. Patrizia, die Zweitgeborene, ist Mutter eines Mädchens geworden, Proteo Laurenti also Großvater. Seit auch seine Schwiegermutter zu der Familie gezogen ist, bezeichnet der Commissario sich selbst als die „männliche Minderheit“ im Haus. Vereinzelte Leserstimmen kritisierten in der Vergangenheit heftig, dass Proteo Laurenti es mit der ehelichen Treue nicht so genau nimmt. Insbesondere seine Liaison mit der kroatischen Generalstaatsanwältin Živa Ravno stieß wiederholt auf Kritik. Doch auch Gemahlin Laura gönnt sich zuzeiten einen Seitensprung. Der exzentrische pensionierte Gerichtsmediziner Galvano nennt ihr Verhalten jedoch einen typischen Fall von „Paralleltreue“.
Die Gegenspieler Laurentis wechseln nicht unbedingt von Fall zu Fall, sondern sind Teil eines die Grenzen überspannenden Netzwerks, einer Schattengesellschaft, die sich gegenseitig schützt und versucht, an allen demokratischen Regeln vorbei ihre Macht und ihren Profit auszubauen.
An den mittlerweile elf Episoden der Proteo-Laurenti-Romane lässt sich nicht nur die Veränderung einer Stadt und ihrer Umgebung während der Zeit der EU-Erweiterung nach Osten ablesen, vielmehr ist Veit Heinichen „weit mehr als ein cleverer Erzähler spannender Kriminalgeschichten, er ist eine Art Chronist des europäischen Umbruchs[,] durch den man Europa mit anderen Augen sehen lernt.“
Heinichen erzählt neben anderen Lebensgewohnheiten auch die kulinarischen Konfrontationen, denen seine Protagonisten ausgesetzt sind. „Veit Heinichen ist der Fellini des Kriminalromans, aber auch sein Jamie Oliver.“
„Tabus und Gewohnheiten“, so Heinichen, „sind kollektives Gemeineigentum der Gesellschaft, sie zu erzählen bringt jene, die sich ihrer bisher bedient haben, beizeiten in großen Aufruhr.“ „Ich empfinde den Kriminalroman als adäquates Mittel, um unsere Gesellschaft abzubilden.“
In seinem 464-seitigen Thriller Borderless (Piper 2019), dessen Protagonistin Commissario Xenia Zannier ist, werden die Verstrickungen der international aktiven organisierten Kriminalität mit der korrupten Politikpraxis ausgeleuchtet.

## Auszeichnungen
- 2003 Beim Premio Franco Fedeli (Bologna) wurde die italienische Übersetzung von Die Toten vom Karst zu einem der drei besten italienischen Kriminalromane des Jahres gewählt.[15]
- 2004 Ebenso Premio Franco Fedeli (Bologna) im Folgejahr für Tod auf der Warteliste.[16]
- 2005 Radio Bremen Krimipreis für seine „feinfühlige, unterhaltsame und genaue Erforschung der historisch-politischen Verflechtungen, die Triest als Schauplatz mitteleuropäischer Kultur kennzeichnen.“[17]
- 2010 Premio Azzeccagarbugli (Lecco) für Die Ruhe des Stärkeren als bester fremdsprachiger Roman.[18]
- 2011 XIII Premio Internazionale Trieste Scrittura di Frontiera[19]
- 2012 Gran Premio Noé (Gradisca)[20]
- 2012 Beim European Crime Fiction Star Award (Unna) mit Petros Markaris und Fred Vargas in der Endausscheidung.
- 2013 Premio Speciale der Camera di Commercio, Industria, Artigianato e Agricoltura Triest.[21]
- 2014 Premio Selezione Bancarella[22]

## Werke
Proteo Laurenti Reihe
- Gib jedem seinen eigenen Tod. Zsolnay, Wien 2001, ISBN 3-552-04995-9.
  - Ungekürzte, vom Autor neu durchgesehene Taschenbuch-Ausgabe: dtv, München 2002, ISBN 3-423-20516-4.
- Die Toten vom Karst. Zsolnay, Wien 2002, ISBN 3-552-05182-1.
  - Taschenbuch-Ausgabe: dtv, München 2003, ISBN 3-423-20620-9.
- Tod auf der Warteliste. Zsolnay, Wien 2003, ISBN 3-552-05277-1.
  - Taschenbuch-Ausgabe: dtv, München 2004, ISBN 3-423-20756-6.
- Der Tod wirft lange Schatten. Zsolnay, Wien 2005, ISBN 3-552-05313-1.
  - Taschenbuch-Ausgabe: dtv, München 2007, ISBN 978-3-423-20994-6.
- Totentanz. Zsolnay, Wien 2007, ISBN 978-3-552-05414-1.
  - Taschenbuch-Ausgabe: dtv, München 2009, ISBN 978-3-423-21161-1.
- Die Ruhe des Stärkeren. Zsolnay, Wien 2009, ISBN 978-3-552-05455-4.
  - Taschenbuch-Ausgabe: dtv, München 2010, ISBN 978-3-423-21235-9.
- Keine Frage des Geschmacks. Zsolnay, Wien 2011, ISBN 978-3-552-05508-7.
  - Taschenbuch-Ausgabe: dtv, München 2013, ISBN 978-3-423-21422-3.
- Im eigenen Schatten. Zsolnay, Wien 2013, ISBN 978-3-552-05597-1.
  - Taschenbuch-Ausgabe: dtv, München 2015, ISBN 978-3-423-21576-3.
- Die Zeitungsfrau. Piper, 2016, ISBN 978-3-492-05758-5.
- Scherbengericht: Commissario Laurenti vergeht der Appetit. Piper, München 2017, ISBN 978-3-492-05759-2.
- Entfernte Verwandte, Piper, München 2021, ISBN 978-3-492-07062-1.
  - Hörbuch: Bonnevoice Hörbuchverlag, München 2021, digital, gesprochen von Hans Jürgen Stockerl, EAN 4064067783722.
- Beifang. Commissario Laurenti hat noch einiges zu tun. Piper, München 2024, ISBN 978-3-492-07063-8.

Xenia Zannier Reihe
- Borderless, Piper, München 2019, ISBN 978-3-492-06147-6.
  - Hörbuch: Bonnevoice Hörbuchverlag, München 2019, digital, gesprochen von Sandra Schwittau, EAN 4064066250812.

Sachbücher
- Triest, Stadt der Winde. Sanssouci, München 2005, ISBN 3-7254-1376-2.(Ein kulinarischer Reiseführer durch Triest; in Zusammenarbeit mit Ami Scabar)
- Zusammenspiel. Buschenschank heuriger osmic(z)a. Ilsinger, Graz 2009, ISBN 978-3-901959-05-9 (Ein Kulturbilderbuch; als Co-Autor)

## Verfilmungen
Zwischen 2005 und 2008 wurden die Romane Gib jedem seinen eigenen Tod, Die Toten vom Karst, Tod auf der Warteliste, Der Tod wirft lange Schatten und Totentanz unter dem Titel Commissario Laurenti für die ARD verfilmt. Die Hauptrolle des Commissario Proteo Laurenti übernahm der Schauspieler Henry Hübchen, die seiner Frau Laura wurde von Barbara Rudnik interpretiert. In weiteren Rollen erschienen u. a. Götz George, Hannelore Hoger, Florian Panzner, Hanns Zischler, Catherine Flemming, Sophia Thomalla, Anne Bennent, Sergej Moya.

## Dokumentarfilme (Auswahl)
- 2005 Veit Heinichen / Giampaolo Penco: Le lunghe ombre della morte, 90 Minuten, VideoEst/RAI.
- 2005 Veit Heinichen – Mein Triest. Ein Film von Günter Schilhan, 3Sat.[24]
- 2008 Triest – Der Kaffee, die Stadt und ihre Liebhaber. Ein Film von Elisabeth Weißthanner, BR.[25]